# Красное (Кузнечихинское сельское поселение)
Красное — посёлок в Ярославском районе Ярославской области. Входит в состав Кузнечихинского сельского поселения.

## География
Находится в восточной части Ярославской области на расстоянии приблизительно 17 км на север-северо-запад от станции Филино на правом берегу реки Ить.

## История
Был отмечен еще на карте 1798 года. В 1859 году здесь (тогда деревня Романово-Борисоглебского уезда Ярославской губернии) было учтено 8 дворов, в 1898 — 1.

## Население
Численность населения: 64 человека (1859 год), 113 (русские 88 %) в 2002 году, 91 в 2010.